# Câmpeni
Câmpeni (węg. Topánfalva) – miasto w zachodniej Rumunii, w okręgu Alba. Liczy 7221 mieszkańców (dane na rok 2011).

## Krótki opis
Stanowi regionalne centrum eksploatacji drewna i przemysłu meblarskiego. Merem miasta od 2004 jest Andreas Ioan Calin, członek Partii Narodowo-Liberalnej.

## Demografia
Skład etniczny według spisu z 2011 roku:
- Rumuni – 6635 (91,88 %)
- Romowie – 203 (2,81 %)
- nieokreślona przynależność – 379 (5,25 %)